# Ridne, Oleșkî
Ridne (în ucraineană Рідне) este un sat în comuna Tarasivka din raionul Oleșkî, regiunea Herson, Ucraina.

## Demografie
Componența lingvistică a localității Ridne
     Ucraineană (96,88%)
     Rusă (3,13%)
Conform recensământului din 2001, majoritatea populației localității Ridne era vorbitoare de ucraineană (96,88%), existând în minoritate și vorbitori de rusă (3,13%).